# 과차원신성
《과차원신성》은 2020년 중국에서 방송된 3D 캐릭터 아이돌 오디션 프로그램이다. 실제 사람이 여러 회사에서 만들어낸 3D 캐릭터들이 나와 세 명의 심사위원 앞에서 재능을 뽐낸다. 최종 우승한 3명의 캐릭터는 아이치이의 전폭적인 마케팅을 보장받는 계약을 체결할 수 있다.